# Устарбово
Устарбово (пол. Ustarbowo) — село в Польщі, у гміні Вейгерово Вейгеровського повіту Поморського воєводства.
Населення — 252 особи (2011).
У 1975-1998 роках село належало до Гданського воєводства.

## Демографія
Демографічна структура станом на 31 березня 2011 року:
|          | Загалом | Допрацездатний вік | Працездатний вік | Постпрацездатний вік |
| -------- | ------- | ------------------ | ---------------- | -------------------- |
| Чоловіки | 138     | 41                 | 87               | 10                   |
| Жінки    | 114     | 31                 | 64               | 19                   |
| Разом    | 252     | 72                 | 151              | 29                   |